# 아론 구레비치
아론 야코블레비치 구레비치(러시아어: Аро́н Я́ковлевич Гуре́вич, 1924년 5월 12일~2006년 8월 5일)는 러시아의 역사학자로 주로 중세 유럽 문화사를 연구했다. 그의 저작들은 냉전 시대에 자크 르 고프와 조르주 뒤비 등에 의해 소련 외부 학계에 소개되었으며, 이로 인해 아날학파의 일원으로 간주된다.

## 저서
- 《중세 문화의 범주》(Категории средневековой культуры, 1972)
- 《중세 민속 문화의 제문제》(Проблемы средневековой народной культуры, 1981)
- 《중세 세계: 침묵하는 주류 문화》(Средневековый мир: культура безмолвствующего большинства, 1990)

## 수상
- 러시아 연방 국가상(1993년)

## 같이 보기
- 문화학 (사회과학)